# 白金アエルシティ
白金アエルシティ（しろかねアエルシティ）とは東京都港区白金一丁目に存在する高層オフィス・高層マンション・工場棟などを併設した複合施設。地下鉄白金高輪駅に隣接した位置にあり、直結の出入口がある。

## 概要
計画地である白金一丁目東地区は港区の南部に位置し、大正時代から中小工場が集積しはじめ、高度経済成長期には京浜工業地帯を支える町工場として繁栄。昭和の終わり頃には住宅や店舗が混在し、都心では珍しい下町情緒を残す街となっていた。だが、都心部の自動車交通の要衝でありながら、公共交通機関は永らくバスに頼るしかなく、児童公園が一箇所あるものの、まとまった空地がなく防災上の危険も高かった。また都心部にふさわしい土地の高度利用も図られていなかった。
バブル期による地価高騰によって、マンションなどの開発が目白押しの中、地区内の町工場にも変化の波が押し寄せた。工場の多くは、高騰した都心部の土地を離れ、海外や国内の他の地域へ移転すると、そうした企業を相手先とする町工場も、ともに移転するか業態転換するか、または廃業するかのなどの選択を迫られ、土地の売却や工場跡地の有効利用への機運が高まり、ミニ開発が始まった。加えて計画地東側の放射1号線沿いには地下鉄の開業を見込み、業務ビルの建設を目的とした土地の売買が盛んに行われ、街区単位で住民や町工場が移転する状況となった。
このため、地元では工場の存続や居住継続に対する危惧が高まり、1988年、区は地元の声を踏まえ、港区街づくり推進地区予備調査を開始。1990年11月には街づくりを考える会に、土地所有者となっていた長谷工コーポレーションが招聘され、白金一丁目東地区再開発研究会が成立。翌年には同社が初動期の事業協力を行うことが決定し、 1992年1月、白金一丁目東地区再開発準備組合を設立し、"住み続けられる街づくり"をテーマに施設計画の検討に入った。
検討段階の途中で他の再開発と同様にバブル経済の崩壊に直面し、事務所主体の施設計画から、主に事務所と住宅で構成する施設計画への変更を余儀なくされた。この過程で本地区の特筆すべき点は、従前の町工場を再開発事業の中にいかに残すかが最大のテーマとなり、特に町工場から発する振動や騒音は、住宅や事務所に要求される快適な住・執務環境とはまさに相反するものであった。計画内容の変更に伴う事業計画を幾度なく練り直した後、店舗を含む住宅と事務所を配する超高層街区と、町工場を配した南街区（工場集約街区）に分ける計画がまとまった。
これを受け、1998年10月に都市計画決定がなされ、2000年11月に東京都知事から市街地再開発組合の設立認可を受け、 2002年7月に工事及び本体の工事に着手し、 2005年11月に全体竣工を迎えている。総工費はおよそ486億円。

### 名称の由来
地区全体を「空、風、空気、息吹」を意味するギリシャ語のAERから「白金アエルシティ」と名付けた。

## 各街区に整備された施設等

### 超高層街区
地下3階・地上42階建ての住宅棟である白金タワーと、地下2階・地上26階建てのオフィス棟であるNBFプラチナタワーが所在する。建物は計画地周辺の日影を少なくするため塔状とし、2棟の離隔を東西方向に大きく取り、各棟低層部には商業施設を設けた。
街区南東の角に白金高輪駅接続通路の結節点となる駅前プラザを立体的に配置。街区中央には中央広場を整備し地域コミュニティの核として、災害時には一時集合場所の役割を果たすことを目的とした。また既存の児童遊園も街区北西に移設の上で拡張整備された。さらに潤いと安らぎのある空間形成のため空地面積の30%以上を緑化し、南街区を含めて周辺道路に接する部分の70%を緑化（接道緑化）した。

### 南街区
街区の北側中央に集合工場棟と集合住宅棟を整備し、その周りに工場併用住宅である分有工場5棟配置。街区全体での近代工場としての統一感と超高層街区の施設建築物とも一体感のあるデザインとなっている。
従前、約20工場があったが、再開発を検討する中でまず約10工場が転出や廃業を決定。残りの10工場については、都市再開発法による補助金を活用するため、工場棟に共同で入居することを前提に話し合いを進め、業種や経営形態にあわせて5業者が工場棟に入居。残りの業者が建物を独立して建てる形態に落ち着いた。

## 沿革
- 1988年（昭和63年） - 港区街づくり推進地区予備調査。
- 1991年（平成3年）2月 - 白金一丁目地区再開発研究会設立。
- 1992年（平成4年）1月 - 白金一丁目東地区再開発準備組合設立。
- 1998年（平成10年）10月 - 白金一丁目東地区 都市計画決定。
- 2000年（平成12年）11月 - 白金一丁目東地区 市街地再開発組合設立。
- 2002年（平成14年）
  - 7月 - 権利変換計画認可。
  - 7月 - 工場集約街区 着工。
  - 12月 - 住宅棟 着工。
- 2003年（平成15年）10月 - 業務棟 着工。
- 2005年（平成17年）11月 - 全体計画完成。

## アクセス

### 鉄道
- 都営三田線・東京メトロ南北線 - 白金高輪駅

### バス
- 都営バス・東急バス - 「魚籃坂下」または「白金高輪駅」
- ちぃばす（港区コミュニティバス） 高輪ルート - 「魚籃坂下｣